# 王仁杰
王仁杰（1942年6月—2020年5月29日），男，福建泉州人，中国剧作家，中国戏剧家协会理事，中国艺术研究院客座教授，泉州市戏剧研究所所长，第八、九、十届全国政协委员。